# Josef Siegnoth
Josef Siegnoth (* 10. März 1886 in Neustadt/Schlesien; † 6. Juni 1964 in Karl-Marx-Stadt) war von 1926 bis 1933 für die SPD Abgeordneter des Sächsischen Landtages.

## Leben
Siegnoth wurde im März 1886 als Sohn eines Leinewebers in Neustadt geboren. Er besuchte die Volksschule und erlernte den Schlosserberuf.
Seit dem Jahr 1909 war er Funktionär des Metallarbeiterverbandes in Plauen (Vogtland) und ab 1914 Absolvent der zentralen Gewerkschaftsschule in Berlin. In den Jahren 1914 bis 1916 nahm er als Soldat am Ersten Weltkrieg; seit 1918 war er Gemeindevertreter in Siegmar (bei Chemnitz) und von 1918 bis 1920 Vorsitzender des Arbeiterausschusses bzw. des Betriebsrates der Wanderer-Werke in Chemnitz-Siegmar. Vom Juli 1921 bis 1928 war Siegnoth Gewerkschaftssekretär des ADGB-Ortsausschusses in Chemnitz sowie von 1925 bis 1933 Mitglied des SPD-Bezirksvorstandes Chemnitz. In den Jahren 1928 bis 1933 war Vorsitzender bzw. Direktor des Arbeitsamtes in Chemnitz und ab 1927 Gemeindeverordneter in Siegmar (bei Chemnitz) und Vorsitzender des Berufsschulverbands in Chemnitz.
Siegnoth war von 1926 bis 1933 für die SPD Abgeordneter des Sächsischen Landtages. Am 26. Mai 1933 legte er sein Mandat nieder. Im gleichen Monat wurde er in „Schutzhaft“ genommen. Beruflich war er u. a. als Vorsitzender des Allgemeinen Deutschen Gewerkschaftsbundes in Chemnitz und als Leiter des Arbeitsamts in Chemnitz tätig. Siegnoth war Mitglied im Gauvorstand Sachsen des Reichsbanners. Nach 1945 gehörte er zu den „Aktivisten der ersten Stunde“ beim Wiederaufbau in Chemnitz.